# Piero Sidoti
Piero Sidoti (Udine, 29 luglio 1968) è un cantautore e attore teatrale italiano.
I primi riconoscimenti nel mondo della musica e del palcoscenico risalgono alla fine degli anni novanta anche se il primo album Genteinattesa viene pubblicato nel 2010. A questo primo lavoro, vincitore della Targa Tenco 2010 per la migliore Opera Prima, segue un secondo album, Lalala.

## Biografia
Dopo la laurea in Scienze Biologiche Sidoti intraprende la carriera di insegnante di matematica e scienze, professione che porta avanti ancora oggi.
Piero Sidoti entra nel mondo della musica friulana negli anni novanta e nel 2004 si classifica fra i quattro concorrenti vincitori del Premio Recanati. Sempre nel 2004 è finalista al premio L'artista che non c'era e al Premio Fabrizio De André come miglior poesia in musica e miglior cantautore. Nello stesso anno interpreta una breve parte, interpretando la canzone Granada, nel film Agata e la tempesta di Silvio Soldini.
Nel 2005 è stato premiato come Miglior artista non prodotto al Festival Domenico Modugno e nel settembre 2008 si è esibito al Tenco che ascolta, a Provvidenti.
Nel frattempo gira i teatri italiani con lo spettacolo Odissea di un suonatore di campanelli da lui scritto ed interpretato assieme al musicista Antonio Marangolo.
Nel 2010 esce il primo album Genteinattesa prodotto da Produzioni Fuorivia e distribuito da Egea. È il primo lavoro a diffusione nazionale ed è stato arrangiato da Antonio Marangolo. Partecipa al disco anche l'attore Giuseppe Battiston con il quale, nello stesso anno, intraprende un tour teatrale con lo spettacolo scritto a due mani Il precario e il professore.
Nel libretto dell'album Genteinattesa, curato dall'artista udinese Gianluca Buttolo, sono pubblicate le prefazioni di Lucio Dalla e Massimo Cotto. 
Sempre nel 2010 Sidoti si aggiudica la Targa Tenco per la migliore Opera Prima con il disco Genteinattesa e i premi Moret d'Aur e Pino Piras. Nello stesso anno vince il premio Gaber con lo spettacolo Particelle da lui scritto e interpretato con la regia di Giuseppe Battiston.
Nel 2011 Genteinattesa esce anche in Francia e viene presentato a Parigi in occasione del concerto di Gianmaria Testa al Teatro Alhambra. La Venere nera viene selezionata dalla radio nazionale francese.
Nel disco Genteinattesa i musicisti Francesco Bertolini, Roberto Dani, Claudio Giusto, Antonio Della Marina, Antonella Macchion, Antonio Marangolo, Alessandra Pascali (voce femminile), Salvatore Maiore, Vittorio Vella, Maurizio Tatalo.
Il secondo disco Lalala viene pubblicato, sempre con Produzioni Fuorivia, a 5 anni dal primo lavoro. Contiene complessivamente 15 inediti (13 brani e 2 ghost track) che raccontano di persone alla ricerca del senso dell'esistenza ma anche della soluzione ai piccoli problemi del quotidiano. Anche in questo disco gli arrangiamenti sono curati da Antonio Marangolo al quale si affianca Antonio Della Marina. Alle canzoni Loro, Joker, Leggermente e La zanzara partecipa Giuseppe Battiston che firma con Sidoti anche la canzone Sei meno meno. La chitarra che accompagna il brano Leggermente è suonata da Gianmaria Testa. Nello stesso album accompagnano Sidoti anche Roberta Giallo (Cera, Porto di carta e Oro) e Maurizio Tatalo (La quadratura del mondo e Il porto di carta).
Il progetto grafico è curato da Gianluca Buttolo.
Nel disco Lalala i musicisti Francesco Bertolini, Daniela Brussolo, Claudio Giusto, Claudio Dadone, Antonio Della Marina, Francesco Groppo, Antonella Macchion, Antonio Marangolo, Nicola Negrini, Vittorio Vella.
Il singolo Leggermente cantato con Giuseppe Battiston è stato scelto come colonna sonora de La prima scuola, progetto dedicato alla valorizzazione scolastica delle competenze trasversali che si accompagna all'uscita del film La prima neve di Andrea Segre. Sidoti infatti si occupa anche di teatro-ragazzi e da diversi anni partecipa con i suoi alunni a rassegne regionali e nazionali dedicate al teatro scuola.

## Discografia

### Album
- 2010 - Genteinattesa (Produzioni Fuorivia / EGEA)
- 2015 - Lalala (Produzioni Fuorivia / EGEA)

### Videoclip
- 2012 - Leggermente (regia di Paolo Sidoti)
- 2015 - Non mi ricordo che cosa ho sognato (regia di Gianluca Buttolo)